# 월리오어
월리오어(Wolio語)는 오스트로네시아어족의 하나로 인도네시아 술라웨시섬의 남동부의 시원한 부속 도서 부톤섬의 바우바우에서 사용되는 언어이다. 술라웨시어군 및의 워투월리오어군에 속한다. 부톤어로도 알려져 있으며 교역 언어이자 옛 바우바우의 술탄 궁정에서 쓰였던 언어이다.
월리오어는 오늘날 부톤섬의 공식 지역 언어로, 도로 표지판 등은 아랍 문자에 기반한 부리 월리오 문자로 쓰여 있다.

## 음운론
단어 강세는 뒤에서 두 번째 음절에 온다. 모음소는 /i e a o u/의 다섯 개이다. 
| 순음 | 설첨음 | 설단음 | 연구개음 | 성문음 |
| ---- | ------ | ------ | -------- | ------ |
| p    | t      | tʃ     | k        | ʔ      |
| ɓ    | ɗ      | dʒ     | ɡ        |        |
| mp   | nt     | ɲtʃ    | ŋk       |        |
| mb   | nd     | ɲdʒ    | ŋɡ       |        |
| m    | n      | ɲ      | ŋ        |        |
| β    | s      |        |          | h      |
|      | l, r   |        |          |        |

/b, d, f/는 (주로 아랍어에서 빌려온) 차용어에서 나타난다. /β/는 w로 표기하고 /tʃ/는 c 로 표기한다. /r/는 전동음이다.

## 같이 보기
- 찌아찌아어